# Герб Сутківців
Герб Сутківців — офіційний символ села Сутківці Ярмолинецького району Хмельницької області. Затверджений 25 травня 2017 р. рішенням №2 XIV сесії сільської ради VII скликання р. рішенням №7 сесії сільської ради. Автор - К.М.Богатов.

## Опис
В синьому щиті з срібною зубчастою мурованою базою два переплетених в косий хрест золотих мечі вістрями догори і срібний конюшиноподібний хрест в стовп, супроводжувані по сторонам золотою восьмипроменевою зіркою і срібною лілією. Щит вписаний у декоративний картуш і увінчаний золотою сільською короною. Унизу картуша напис "СУТКІВЦІ".

## Значення символів
Переплетені з православним хрестом мечі - символ Сутковецької церкви-фортеці, мурована зубчаста стіна - символ замку. Таким чином, вся композиція відображає значення Сутківців як форпосту захисту рідної землі. Золота зірка - символ Богородиці, срібна лілія в християнстві - символ чистоти. Крім того, в цьому випадку лілія натякає на Францію (оскільки є одним із її символів) - в французькому Етампі знаходиться донжон, подібний до Сутковецької церкви, таким чином лілія водночас підкреслює унікальність цієї церкви не лише в Україні, а і в Європі.